# Orlić (otok)
Orlićje nenaseljeni otočić u Velebitskom kanalu, sjeverozapadno od naselja Ražanca. Od kopna je, s južne strane, udaljen oko 400 metara.
Površina otoka je 3.242 m2, a visina oko 1 metar.